# 仲里利信
仲里利信（日语：／ Nakasato Toshinobu，1937年3月16日—），日本的政治家、實業家。是琉球國士族後裔，本姓薛。曾任日本衆議院議員（1期）、沖繩縣議会議長（第14代）、沖繩縣議会議員（4期）。

## 外部連結
- 仲里利信的X（前Twitter）
- 仲里利信的Facebook專頁